# Cymbopogon gidarba
Cymbopogon gidarba är en gräsart som först beskrevs av Buch.-ham. och Ernst Gottlieb von Steudel, och fick sitt nu gällande namn av Aimée Antoinette Camus. Cymbopogon gidarba ingår i släktet Cymbopogon, och familjen gräs. Inga underarter finns listade i Catalogue of Life.